# Janne Leksell
Lars Johan (Janne) Zephyrinus Leksell, född den 26 augusti 1840 i Hedemora, död den 9 juli 1913 i Björskogs församling, var en svensk präst och författare.
Leksell blev student vid Uppsala universitet 1862, prästvigd 1865 och komminister i Amsberg 1870. Han utnämndes 1879 till kyrkoherde i Björskog och 1882 till folkskoleinspektör. Han var ledamot av Vasaorden. Leksell utgav predikningar och författade flera läroböcker med flera skrifter, bland annat ett Svenskt rimlexikon (utgivet 1907, med förord av Adolf Noreen). Han var far till silhuettecknaren Johan Leksell.